# بيتر فيندي
بيتر فيندي (بالإنجليزية: Peter Fendi)‏، هو رسام ورسام بورتريتي نمساوي، ولد بيتر فندي في فيينا في 4 سبتمبر 1796 وهو ابن جوزيف واليزابيث فندي. كان والده يعمل مدرسا. سقط بيتر من على طاولة وهو رضيع، وتسبب هذا الحادث ضررا لا يمكن إصلاحه في عموده الفقري.
ظهرت موهبة فندي للرسم منذ الطفولة. في عام 1810 في سن الثالثة عشرة دخل أكاديمية سانت آنا للفنون الجميلة، حيث درس لمدة ثلاث سنوات.

## اعمــاله
تأثر بالرسامين الهولنديين مثل ادريان بروير ورامبرانت. وشملت التأثيرات الفنانين الإيطاليين مثل بيليني جيوفاني، تينتوريتو، تيتيان، باولو فيرانيس التي رآه في أثناء رحلته إلى البندقية في عام 1821. معروف جيدا عن لوحاته ورسمه لرسومات مثيرة وجنسية وصاحب الألوان المائية

## وفــاته
توفي في فينا أيضا في 28 أغسطس 1842. ويتم الاحتفاظ بأعماله في متحف ألبرتينا، وفي معرض بلفيدير بالنمسا